# Ruisseau de Calers
Pour les articles homonymes, voir Calers.
Le ruisseau de Calers est une rivière du sud de la France qui coule dans les départements de l'Ariège et de la Haute-Garonne c'est un sous-affluent de la Garonne par l'Ariège.

## Géographie
De 13,8 km de longueur, le ruisseau de Calers prend sa source sur la commune de Marliac dans Haute-Garonne et sert de frontière entre l'Ariège commune de Saint-Quirc et la Haute-Garonne commune de Gaillac-Toulza et se jette dans l'Ariège en rive gauche sur la commune de Cintegabelle.

## Départements et communes traversés
- Ariège : Saint-Quirc
- Haute-Garonne : Gaillac-Toulza, Marliac, Cintegabelle.

## Principal affluent
- Ruisseau de Pissebouc : 1,8 km